# Kovács József (ejtőernyős)
Kovács József (1944–) magyar ejtőernyős sportoló.

## Életpálya
Ipari tanuló korában, 15 esztendősen ugrott első alkalommal. 1960-ban csoportos célba-ugrásban Budapest bajnok. 1963-ban egyéni célba-ugró rekordot teljesített, majd először indulhatott a nemzeti bajnokságban. Ejtőernyősökhöz képest magas, 182 centiméteres testmagassággal rendelkezik. A MÁV Ferencvárosi Főnökség munkatársa.

## Sportegyesületei
- Központi Repülő Klub (KRK).
- MÁV Repülőklub

### Világbajnokság
- A IX. Ejtőernyős Világbajnokságot 1968. augusztus 9. és augusztus 25. között Ausztria, Grazban rendezte, ahol a férfi válogatott további tagjai : Szeder Ferenc, Hűse Károly, Varga József és Nemecz István volt.
- A X. Ejtőernyős Világbajnokságot 1970. augusztus 6. és augusztus 20. között  Jugoszlávia adott otthont a Bledben lévő Lesce repülőtéren. A magyar férfi válogatott további tagjai : Hűse Károly, Varga József, Nagy Endre és Horváth István.
- A XI. Ejtőernyős Világbajnokság megrendezésére 1972. augusztus 5. és augusztus 20. között került sor az Amerikában, Oklahoma államban, Tahlequah városának repülőterén, ahol válogatottal vett részt a világbajnokságon: Mészárovics György, Varga József, Hüse Károly, Janovics Ferenc.
- XII. Ejtőernyős Világbajnokság rendezési jogát Magyarország kapta, megrendezésre 1974. július 25. és augusztus 12. között került sor Szolnokon. Válogatott társai: Mészárovics György, Varga József, Nagy Endre, Ecsédi András.

### Magyar bajnokság
- XIV. Magyar Ejtőernyős Nemzeti Bajnokságra 1967. július 23. valamint július 30. között került sor Miskolcon
  - 1000 méteres csapat célba ugrás győztese a KRK I. További csapattagok Szeder Ferenc, Hűse Károly, Varga József,
- XV. Magyar Nemzeti Bajnokságot 1969. szeptember 5. és szeptember 7. között rendezték meg Gödöllőn.
  - 1000 méteres férfi célba ugrásban ezüstérmes,
  - 2000 méteres stílusugrás ezüstérmes,
  - férfi egyéni összetett verseny ezüstérmese,
- XVI. Magyar Nemzeti Bajnokságot 1971. augusztus 27. valamint szeptember 2. között Gödöllőn rendezték meg 
  - 1000 méteres férfi egyéni célba ugrás országos bajnoka,
  - 2000 méteres stílusugrás férfi országos bajnokság bronzérmese,
  - az egyéni férfi összetett verseny győztese,
- XVIII. Ejtőernyős Nemzeti Bajnokság megrendezésére 1975. augusztus 23. - augusztus 28. között került sor  Gödöllőn. 
  - 2000 méteres stílusugrás férfi versenyének bronzérmese,
  - egyéni összetett férfi bronzérmes,